# Rock 'n' Rave
Rock 'n' Rave è il quarto album discografico del DJ e produttore discografico italiano Benny Benassi, pubblicato nel 2008.

## Tracce

### Disco 1
1. "Finger Food" – 7:11
2. "My Body" (feat. Mia J) – 6:11
3. "Shocking Silence" (feat. Dino) – 8:33
4. "U Move U Rock Me" – 5:04
5. "Who's Your Daddy" (Pump-kin Remix) – 5:20
6. "Here and Now" – 5:49
7. "Rock 'n' Rave" – 5:03
8. "I Am Not Drunk" – 5:04
9. "Free Your Mind (On the Floor)" (feat. Fahrenheit) – 5:19
10. "Love and Motion" (feat. Christian Burns) – 5:47
11. "Come Fly Away" (feat. Channing) – 4:56

### Disco 2
1. "Bring the Noise" (Pump-kin Remix) – 6:38
2. "Everybody Everybody" (Black Box vs Benny Benassi) – 7:25
3. "Eclectic Strings" – 6:11
4. "Who's Your Daddy" (David Guetta & Joachim Garraud) – 7:23
5. "Electro Sixteen" (Benny Benassi vs Iggy Pop) – 6:31
6. "I Love My Sex" (Pump-kin Remix) – 7:04